# Alăng Bảy
Alăng Bảy (1930 – 1 tháng 10 năm 2024) là một sĩ quan Quân đội nhân dân Việt Nam. Ông đã được nhà nước Việt Nam phong tặng danh hiệu Anh hùng lực lượng vũ trang nhân dân.

## Cuộc đời
Alăng Bảy sinh năm 1930 tại xã A Tiêng, huyện Hiên (nay là huyện Đông Giang), tỉnh Quảng Nam, trong một gia đình người Cơ-tu. Năm 1958, ông thoát ly theo cách mạng. Đến năm 1960, Alăng Bảy nhập ngũ và được kết nạp vào Đảng Lao động Việt Nam. Năm 1963, khi chiến tranh nổ ra trên dọc dãy Trường Sơn, bộ Chỉ huy quân sự của tỉnh Quảng Nam đã điều động ông về Huyện đội Tây Giang và để ông đảm nhiệm chức vụ trợ lý tác chiến cho huyện đội. Cũng trong giai đoạn này, để thực hiện chủ trương tăng cường cán bộ chủ chốt, huyện đội đã điều Alăng Bảy về giữ chức chính trị viên kiêm xã đội trưởng và đồng thời là Chủ tịch ủy ban nhân dân xã Atiêng, sau đó là Bí thư xã Atiêng trong giai đoạn 1968–1975.
Từ năm 1959 cho đến ngày Việt Nam tái lập thống nhất, Alăng Bảy đã tham gia chiến đấu cho hơn 90 trận đánh lớn nhỏ và lập được nhiều thành tích, nổi bật là việc dùng súng trường bắn rơi 5 máy bay của Không quân Hoa Kỳ vào năm 1962. Đồng thời, ông cũng tham gia dân công hỏa tuyến, vận chuyển vũ khí và lương thực để phục vụ cho kháng chiến. Năm 1995, Alăng Bảy về hưu với quân hàm đại úy và được bầu làm Chủ tịch Hội Nông dân kiêm Phó chủ tịch Hội Cựu chiến binh xã Sông Kôn cho đến năm 2005. Ông còn là người tiên phong trong việc tuyên truyền và vận động thanh thiếu niên học tập các làn điệu dân ca của người Cơ-tu, sử dụng các loại nhạc cụ dân tộc truyền thống.
Alăng Bảy đã được tặng nhiều bằng khen, giấy khen, kỷ niệm chương và danh hiệu thi đua các cấp vì các thành tích trong kháng chiến, bảo tồn văn hóa truyền thống. Ông cũng được tặng thưởng nhiều huân, huy chương. Năm 2015, ông được nhà nước Việt Nam phong tặng danh hiệu Anh hùng Lực lượng vũ trang nhân dân. Ông còn là nhân vật chính trong bức ảnh "Ngày trở về" của nhiếp ảnh gia Lê Vấn. Tác phẩm đã đoạt nhiều giải thưởng trước khi trở thành tác phẩm được xét tặng Giải thưởng Nhà nước về Văn học nghệ thuật năm 2022. Ngày 1 tháng 10 năm 2024, Alăng Bảy qua đời tại xã Sông Kôn, huyện Đông Giang, tỉnh Quảng Nam, thọ 94 tuổi.

## Khen thưởng

### Danh hiệu
- Dũng sĩ diệt Mỹ.
- Anh hùng Lực lượng vũ trang nhân dân (2015).

### Huân, huy chương
- Huân chương Chiến sĩ giải phóng hạng Nhất, Nhì, Ba.
- Huân chương Chiến công giải phóng hạng Ba.
- Huân chương Kháng chiến hạng Nhất.
- Huy chương Giải phóng hạng Ba.
- Huy chương Chiến công hạng Nhất, Nhì.
- Huân chương Chiến thắng hạng Nhất.
- Huân chương Quyết thắng hạng Nhất.
- Huân chương Chiến sĩ vẻ vang hạng Nhất, Nhì, Ba.
- Huy hiệu 60 năm tuổi Đảng.